# Præmis
En præmis er et udsagn, der kan være enten sandt eller falsk i forhold til logiske eller juridiske argumenter.

## Logik
I logiske argumenter må den påstand/konklusion, man holder, desuden være tilknyttet en eller flere uddybende begrundelser/præmisser, ellers har man blot med en ubegrundet påstand at gøre.

## Jura
Præmisser udgør grundlaget for en doms konklusion. Dermed begrunder præmisserne den retsafgørelse, som domstolen er nået frem til.